# Amis (etnička grupa)
Amisi (kineski: 阿美族; pinyin: āměi-zú) su austronezijanska etnička grupa, koja je izvorna u Tajvanu. Govore jezikom amis (austronezijski jezik) i jedan su od šesnaest službeno priznatih naroda tajvanskih starosjedilaca. Tradicionalno područje Amisa obuhvaća dugu, usku dolinu Huatung između središnjih i obalnih planina Pacifika istočno od poluotoka Hengchun.
Godine 2014., bilo je 200 604 Amisa. Činili su 37,1% ukupne starosjedilačke populacije Tajvana, što ih čini najvećom autohtonom skupinom. Amisi su prvenstveno ribari zbog svojeg primorskog položaja. Oni su tradicionalno matrilinealni (dominiraju žene). Obiteljske poslove, uključujući financije obitelji obavlja ženska kućanica. Tradicionalna sela Amisa bila su relativno velika za autohtone grupe, obično između 500 i 1000 stanovnika. U posljednjim desetljećima, Amisi se žene tajvanskim Hanima, najvećom etničkom grupom na Tajvanu, kao i drugim autohtonim narodima. 

## Identitet i klasifikacija
Amisi se općenito identificiraju kao Pangcah, što znači "ljudski" ili "ljudi naše vrste". Ipak, u današnjem Tajvanu, naziv Amis se mnogo češće koristi od naziva Pangcah. Ovo ime dolazi od riječi „amis“, što znači "sjever". Jedna pretpostavka smatra da su oni koji su živjeli u Taitungskoj ravnici nazvali se "Amis", jer su njihovi preci dolazili sa sjevera. Kasnije objašnjenje zabilježeno je u "Banzoku Chōsa Hōkokusho", ukazujući na to da bi mogli potjecati od onoga što su antropolozi klasificirali kao Falangaw Amis, grupu Amisa koja se nalazi od današnjeg Chenggonga do ravnice Taitung Plaine. Njihov najbliži genetski rođaci su Filipinci.
Mnogi ljudi nisu vidjeli Amise, ali su ih mogli čuti. Glazbeni sastav Enigma upotrijebio je njihov pjev u svojoj pjesmi "Return to Innocence" na svom drugom albumu "The Cross of Changes". Ova je pjesma bila tema u sklopu Olimpijskih igri u Atlanti 1996. godine. Izvođači pjeva su supružnici Difang i Igay Duana. Dok su bili na kulturnoj razmjeni u Francuskoj snimali su svoje pjevanje na turneji i objavili CD, kojeg je naknadno koristila Enigma (bez spominjanja etničkog porijekla pjesme i pjevača). Slučaj je kasnije riješen izvan suda. Pjevanje Amisa poznato je po složenoj kontrapunkcijskoj polifoniji.

## Poznati Amisi
- Tseng Li-cheng, brončani u taekwondou na OI 2012. u Londonu.
- Chang Chen-yue, pjevač
- Van Fan, pjevač
- Lin Chih-chieh, košarkaš